# Чуплигін Олександр Васильович
Олександр Васильович Чуплигін (рос. Александр Васильевич Чуплыгин) (1954) — російський дипломат. Генеральний консул Російської Федерації у Львові (Україна) (2003–2005).

## Біографія
Народився у 1954 році. У 1976 році закінчив Московський державний університет ім. М. В. Ломоносова; Володіє англійською та шведською мовами.
З 1980 року працював на різних дипломатичних посадах в центральному апараті МЗС СРСР і МЗС РФ і за кордоном;
У 1995–2000 рр. — перший секретар Посольства РФ у США;
У 2001–2003 рр. — начальник відділу Департаменту консульської служби Міністерства іноземних справ РФ;
У 2003–2005 рр. — Генеральний консул Російської Федерації в українському місті Львів.